# Carolina Dijkhuizen
Carolina Dijkhuizen (Cali (Colombia), 31 maart 1980) is een Nederlandse zangeres, (musical)actrice en presentatrice. Ze speelde onder andere hoofdrollen in de musicals Aida, The Lion King, Dreamgirls en Sister Act.
Ook was ze onder meer te zien in De beste zangers van Nederland (2014), Wie is de Mol? (2015) en Expeditie Robinson (2017). In 2017 presenteerde ze drie dagen lang de grande finale van de musical Jesus Christ Superstar in de Ahoy in Rotterdam. Daarnaast is ze een graag gevraagd tafelgast, is ze geregeld te zien bij spel- en amusementsprogramma's en is ze veelbesproken om haar glamoureuze creaties op premières.

## Biografie

### Achtergrond
Dijkhuizen is geboren in Cali, Colombia. Ze werd geadopteerd toen ze zes maanden was en groeide op in het Groningse Veendam.
Na de Winkler Prins ging zij naar het Prins Claus Conservatorium (afdeling zang) in Groningen. Zanglessen kreeg ze van Floor van Zutphen, Jimmy Hutchinson, Setske Mostaert en Edward Hoepelman en ze volgde acteerworkshops van Rick Nicolet en Hennie Kaan.

### Muziek
Tijdens haar schooltijd deed Dijkhuizen veelvuldig mee aan talentenjachten. Op 16-jarige leeftijd werd ze gekozen voor de meidengroep PattyCash, een initiatief van Patty Brard en producer Hans van Hemert. Met deze groep oogsten ze buiten Nederland drie jaar lang succes.
In 2005 maakte ze voor de Japanse markt samen met DJ Ferry Corsten een plaat onder de titel Cyber F: The Midnight Sun.
Tussen 2008 en 2014 maakte ze deel uit van de zanggroep CPG, samen met musicalcollega's Peggy Sandaal en Gitty Pregers. In 2012 deden zij mee aan het SBS6-televisieprogramma The Winner is...
In 2010 bracht ze samen met DJ Maxim Mendez een danceversie met videoclip uit van D:REAM's Things Can Only Get Better bij platenlabel EMI.
In 2014 was Dijkhuizen een seizoen een van de zangers van het programma De beste zangers van Nederland en zong ze, onder andere, een duet met André Hazes jr.

### Presenteren
Dijkhuizen was in 2017 presentatrice tijdens de grande finale van de musical Jesus Christ Superstar in Ahoy in Rotterdam en verzorgt op geregelde basis presentaties door het land.

### Theater en musicals
Dijkhuizen was in 2001 samen met Chaira Borderslee en Leona Philippo in de running voor de hoofdrol van Aida in de gelijknamige musical. Borderslee werd uiteindelijk gekozen als hoofdrolspeelster en zowel Dijkhuizen als Philippo werden haar vaste vervangsters. Deze musical was ruim anderhalf jaar te zien in Nederland. Hierna volgde van april 2004 tot en met augustus 2006 Nala, een van de hoofdrollen in The Lion King. In maart 2013 ging Sister Act in première, waarin Dijkhuizen de hoofdrol van Deloris van Cartier speelde. Dit was, na Aida en The Lion King, de derde hoofdrol van Dijkhuizen in het Circustheater in Scheveningen. Daarnaast toerde ze door het land met Dreamgirls, waarin ze Deena Jones speelde, eveneens een van de hoofdrollen.
Verder was Dijkhuizen te zien in Musicals in Ahoy' 2006, de musical Bubbling Brown Sugar (2007-2008) en de theaterproducties The Soul of Motown II (2009) en My Name is... (2010). In 2011 en 2012 was ze een van de solisten in de dinershow DreamsLive. Tevens was zij te zien in de twee voorstellingen van Aida in Concert (28 november 2011 en 30 januari 2012) in het DeLaMar in Amsterdam. Op 15 en 16 november 2014 trad ze op tijdens Musicals in Concert in de Ziggo Dome.
Van 24 januari 2017 tot en met 4 maart 2017 deed Dijkhuizen mee aan Musicals in Concert: Live on Tour, samen met Simone Kleinsma, Jim Bakkum, Tony Neef, Stanley Burleson en Vajèn van den Bosch.
Van augustus 2017 t/m maart 2018 was zij te zien als Puk in de musical Vamos!, samen met onder anderen Lenette van Dongen, Cystine Carreon en Johnny Kraaijkamp. In 2019 deed zij een theatertour met een eerbetoon aan Donna Summer onder de titel Thank God It's Donna. In 2020 deed ze dit nogmaals maar dan in de muziekclubs.
| Jaar      | Titel                              | Rol                         | Producent                            | Opmerkingen                                                                 |
| --------- | ---------------------------------- | --------------------------- | ------------------------------------ | --------------------------------------------------------------------------- |
| 2001-2003 | Aida                               | Alternate Aida              | Stage Entertainment                  |                                                                             |
| 2004-2006 | The Lion King                      | Nala                        | Stage Entertainment                  |                                                                             |
| 2006-2007 | Bubbling Brown Sugar               | Young Irene/Marsha          | Mark Vijn Theaterproducties          |                                                                             |
| 2013-2014 | Sister Act                         | Deloris van Cartier         | Stage Entertainment                  |                                                                             |
| 2015      | Dreamgirls                         | Deena Jones                 | Stage Entertainment                  |                                                                             |
| 2015-2016 | The Bodyguard                      | Nicki Marron                | Stage Entertainment                  |                                                                             |
| 2017-2018 | Vamos!                             | Puk                         | Rick Engelkes Producties             |                                                                             |
| 2019-2020 | R&B Old Skool                      | n.v.t.                      | n.v.t.                               | Theatertour samen met John Williams                                         |
| 2019-2022 | Thank God it's Donna               | Soliste                     | n.v.t.                               | Theater-/clubtour waarin Carolina Dijkhuizen de hits zingt van Donna Summer |
| 2022      | We Hadden Liefde, We Hadden Wapens | Mabel Ola Robinson Williams | Urban Myth                           |                                                                             |
| 2023-2024 | Mamma Mia!                         | Tanya                       | De Graaf & Cornelissen Entertainment |                                                                             |

### Televisie en film
Op televisie is Dijkhuizen te zien in onder andere het televisieprogramma rondom het 25-jarig jubileum van (toenmalig) koningin Beatrix (2005), als achtergrondzangeres in Sunday Night Fever (2011-2012), als gast in De Notenclub en als soliste in meerdere Musical Award Gala's en in Avro's Musical Sing-a-Long.
Ze speelde gastrollen in onder andere Bon bini beach, Spangen, Spoorloos verdwenen, Parels & Zwijnen en Meiden van de Herengracht. In de film Sl8n8 (2006) speelde ze de rol van Liesbeth. In de films Deuce Bigalow: European Gigolo en Flirt had ze een bijrol. Naast het acteren is haar stem te horen in verschillende televisieseries en tekenfilms zoals Barnyard, Planes, Paddington 2, Binnenstebuiten, Transformers, Muppets Haunted Mansion en Zootropolis+. 
In 2021 is zij te zien in de televisieseries De slet van 6vwo, De Eindmusical, Deep Sh*t en in 2022 de bioscoopfilm Zwanger&Co.
Dijkhuizen deed mee aan het 15e seizoen van Wie is de Mol?, dat op 1 januari 2015 van start ging. In 2017 was Dijkhuizen een van de deelnemers van het achttiende seizoen van het RTL 5-programma Expeditie Robinson, zij viel als zevende af en eindigde op de 13e plaats. Tevens won ze datzelfde jaar in het televisieprogramma The Big Music Quiz (gepresenteerd door Humberto Tan) en zong ze op het Kinderprinsengrachtconcert.
In juli 2018 fietste Dijkhuizen voor de Nierstichting de Tour de Celeb, de koningsetappe van de Tour de France. In 2021 deed ze mee aan het televisieprogramma Weet ik veel.
In de zomer van 2022 vertolkte Dijkhuizen de rol van Chantal in de bioscoopfilm Zwanger & Co. Datzelfde jaar deed Dijkhuizen mee aan het tweede seizoen van De Verraders en aan Code van Coppens: De wraak van de Belgen. In 2022 won ze tevens 5000 euro voor haar goede doel in Ik weet er alles van! VIPS.
Ze sprak de stem in van Maddie Wachowski in de avonturenfilms Sonic the Hedgehog 2 uit 2022 en Sonic the Hedgehog 3 uit 2024. In 2022 was Dijkhuizen ook te zien als secret singer in het televisieprogramma Secret Duets, waarin ze in 2023 te zien was als panellid.
In maart 2023 nam Dijkhuizen deel aan The Connection, maar viel hierbij als eerste van haar aflevering af. In datzelfde jaar deed Dijkhuizen samen met Roos Schlikker mee aan De grote muziekquiz op Net5.
In 2024 was Dijkhuizen te zien als gastrecensent in Stars on Stage. In datzelfde jaar deed ze samen met Ramon Brugman mee aan de Top 2000 Quiz. In 2025 deed Dijkhuizen mee aan De kwis met ballen VIPS. Ook deed ze dat jaar samen met Timor Steffens mee aan That's My Jam.